# Mert İlbars
Mert İlbars (ur. 2002) – turecki zapaśnik walczący w stylu klasycznym.
Srebrny medalista MŚ wojskowych w 2025. Trzeci na MŚ U-23 w 2023. Wygrał ME U-23 w 2024, trzeci w 2023 i 2025. Trzeci na MŚ juniorów w 2021. Wicemistrz świata kadetów w 2019; drugi na ME w 2019 i trzeci w 2018 roku.